# Skrzynica
Skrzynica (niem. do 1937 Krinitze, po 1937 Warthetal) – wieś w Polsce położona w województwie lubuskim, w powiecie międzyrzeckim, w gminie Skwierzyna. Należy do sołectwa Krobielewko.
W latach 1975–1998 miejscowość administracyjnie należała do województwa gorzowskiego.

## Położenie, historia
Niewielka wieś położona 3 km na zachód od Krobielewka, przy drodze do Świniar, na skraju Puszczy Noteckiej. Osada została założona na prawie olęderskim w XVIII w. przez właścicieli Wiejc jako Krynica Olędry. W 1938 podczas akcji germanizacyjnej nazw, dotychczasową nazwę historyczną Krinitze nazistowska administracja niemiecka zastąpiła nową, całkowicie niemiecką nazwą Warthetal. W 1939 r. żyło tu 116 mieszkańców.